# هيلين لويز بابكوك
هيلين لويز بابكوك (بالإنجليزية: Helen Louise Babcock)‏ هي مربية أمريكية، (و. 1867 – 1929 م).